# Roberto Silva (Radsportler)
Roberto Pinheiro Silva (* 9. Januar 1983 in Parnamirim) ist ein brasilianischer Radrennfahrer.
Silva gewann zweimal die Silbermedaille und einmal die Bronzemedaille bei den brasilianischen Meisterschaften im Straßenrennen. Im Jahr 2011 gewann er die Prova Ciclística 9 de Julho, ein Eintagesrennen der UCI America Tour. Außerdem gewann er mehrere Tagesabschnitte von Etappenrennen der UCI America Tour.

## Erfolge
2007
- Brasilianische Meisterschaft – Straßenrennen

2010
- zwei Etappen Vuelta Ciclista al Uruguay
- zwei Etappen Volta Ciclística Internacional de Gravataí

2011
- eine Etappe Volta Ciclística Internacional de Gravataí
- Prova Ciclística 9 de Julho
- drei Etappen Tour do Brasil Volta Ciclística de São Paulo-Internacional

2012
- eine Etappe Tour do Rio

2014
- Brasilianische Meisterschaft – Straßenrennen

2015
- eine Etappe Volta Ciclística Internacional do Rio Grande do Sul

2016
- Brasilianische Meisterschaft – Straßenrennen

2017
- Mannschaftszeitfahren Vuelta Ciclista al Uruguay

2018
- Mannschaftszeitfahren Vuelta Ciclista al Uruguay

## Teams
- 2010 Funvic-Pindamonhangaba
- 2011 Funvic-Pindamonhangaba
- 2012 Funvic-Pindamonhangaba
- 2013 Funvic Brasilinvest-São José dos Campos
- 2014 Funvic Brasilinvest-São José dos Campos
- 2015 Funvic Brasilinvest-São José dos Campos
- 2016 Funvic Soul Cycles-Carrefour
- 2017 Soul Brasil Pro Cycling Team